# Netuma
Netuma (Bleeker, 1858) è un genere di pesci ossei marini e d'acqua dolce appartenenti alla famiglia Ariidae.

## Distribuzione e habitat
Il genere è diffuso unicamente nell'Indo-Pacifico tropicale. La specie N. thalassina è penetrata nel mar Mediterraneo orientale in seguito alla migrazione lessepsiana.
Sono pesci tipici delle acque costiere che vivono su fondi fangosi comprese le acque salmastre di estuari e lagune. A volte penetrano nelle acque dolci.

## Tassonomia
Il genere comprende 4 specie:
- Netuma bilineata
- Netuma patriciae
- Netuma proxima
- Netuma thalassina